# Pasta di fagioli

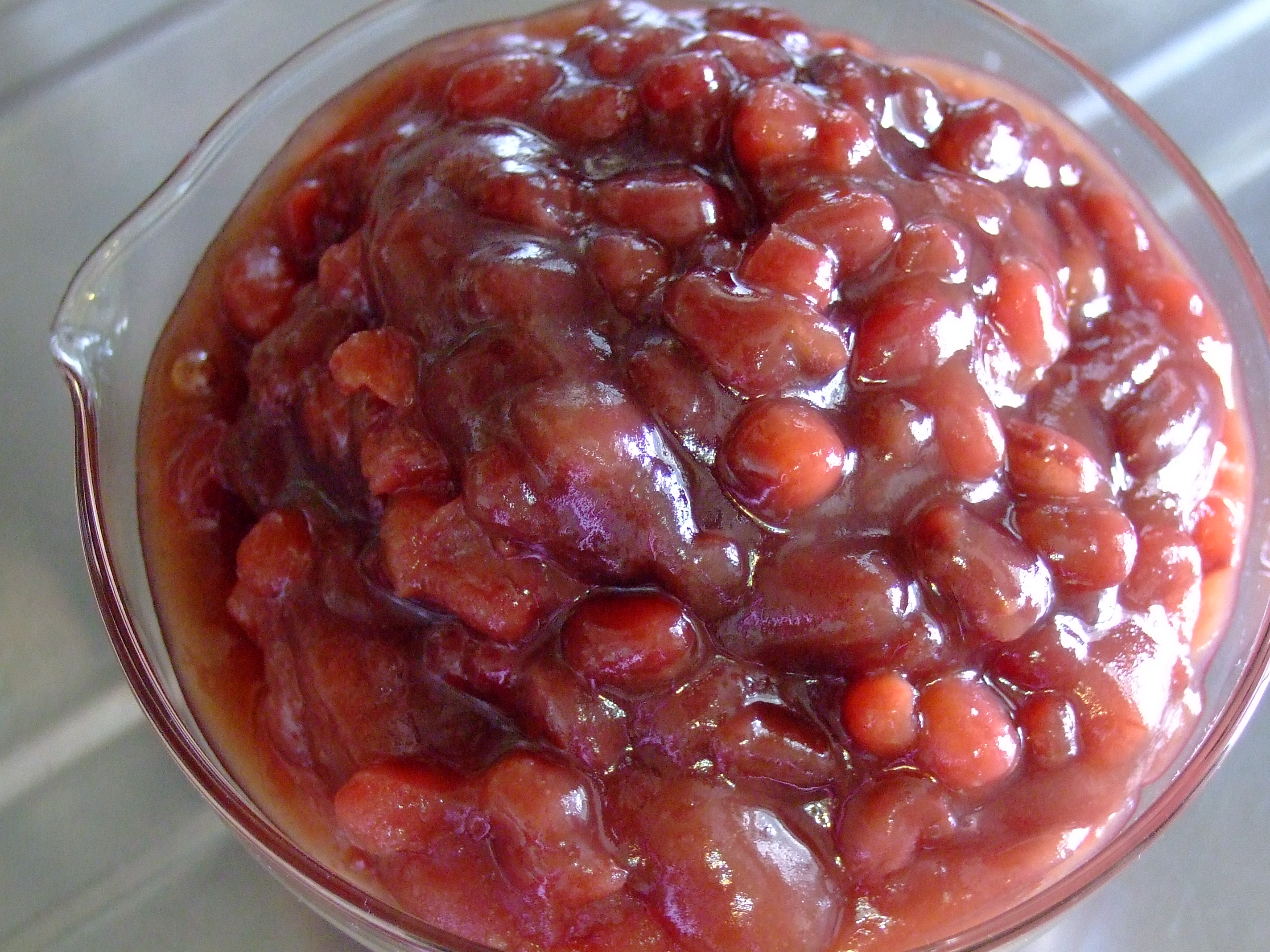
Pasta di fagioli rossi tipo azuki

La pasta di fagioli (o Dou sha) è una preparazione culinaria utilizzata soprattutto nella cucina cinese e giapponese come ripieno per torte o dolci.

## Preparazione ed usi
I fagioli vengono cotti, schiacciati e diluiti nell'acqua. Il liquido quindi, attraverso un setaccio, viene filtrato per rimuovere eventuali bucce. Una volta fatta raffreddare, alla massa rimasta, al fine di esaltarne la consistenza, viene talvolta aggiunto olio vegetale o strutto.

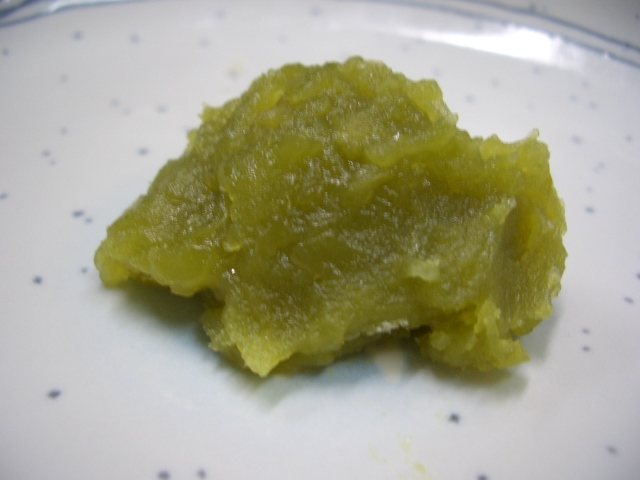
Pasta di fagioli prodotta con piselli

La pasta è solitamente prodotta con fagioli Azuki o Akaan che le conferiscono un tipo aspetto rossastro. Senza alterarne di molto il sapore, opportunamente i fagioli possono essere sostituiti con altri tipi di fagioli o persino piselli (chiamati in Giappone fagioli Nightingale) che danno alla pasta un colore verdastro.
In particolare, la pasta prodotta con Azuki viene utilizzata per dolci cinesi, le altre per dolci giapponesi o in tong sui.

## Esempi di piatti che utilizzano la pasta di fagioli
- In foto spiedi di An-Dango, particolari dango ricoperti da pasta di fagioli rossi.
- caramelle
- Bun
- Dango
- Ankoromochi

- Daifuku

- Kintsuba

- Imagawayaki
- Taiyaki
- Dorayaki
- Ampang
- Andonatsu

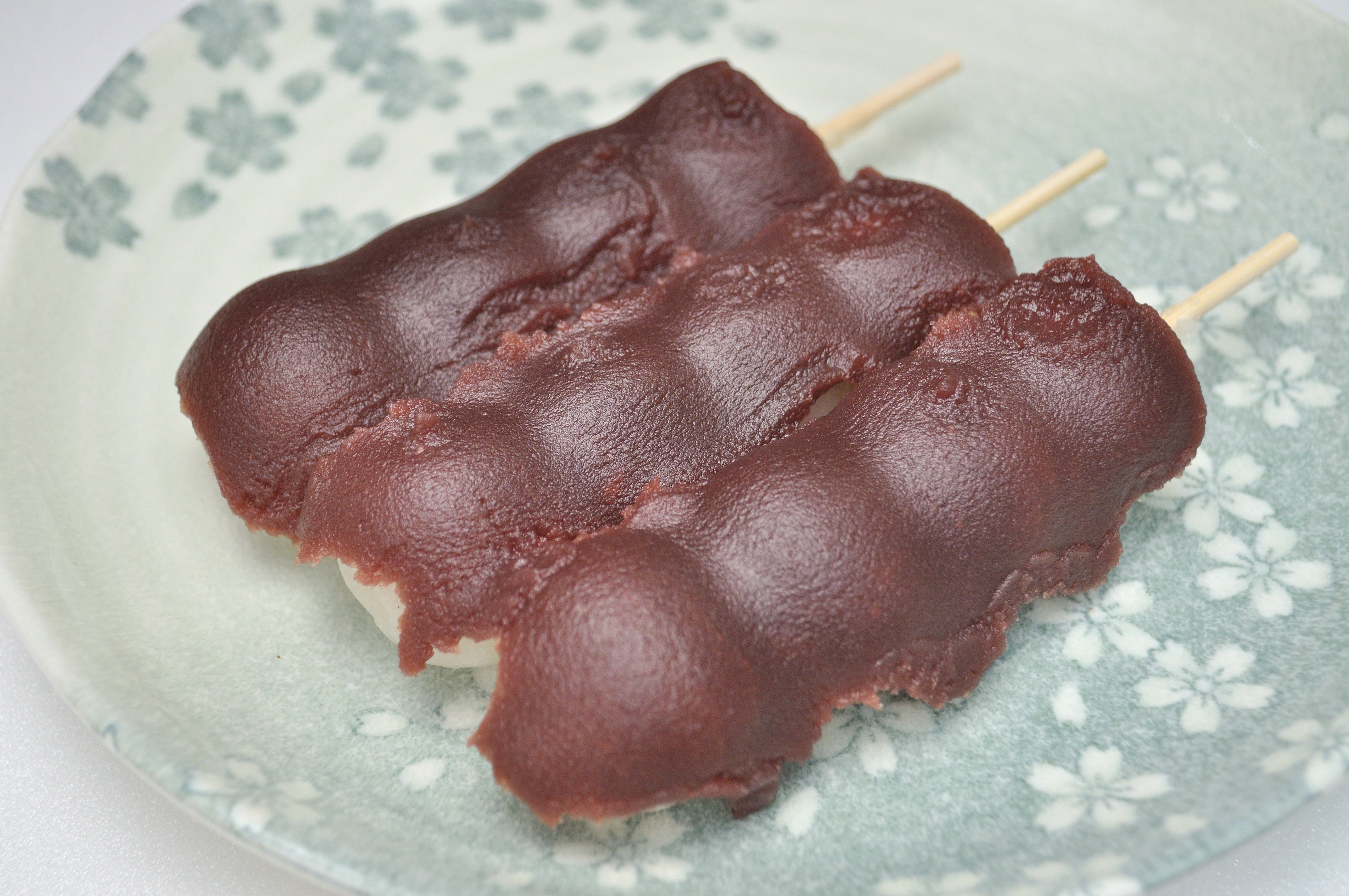
In foto spiedi di An-Dango, particolari dango ricoperti da pasta di fagioli rossi.

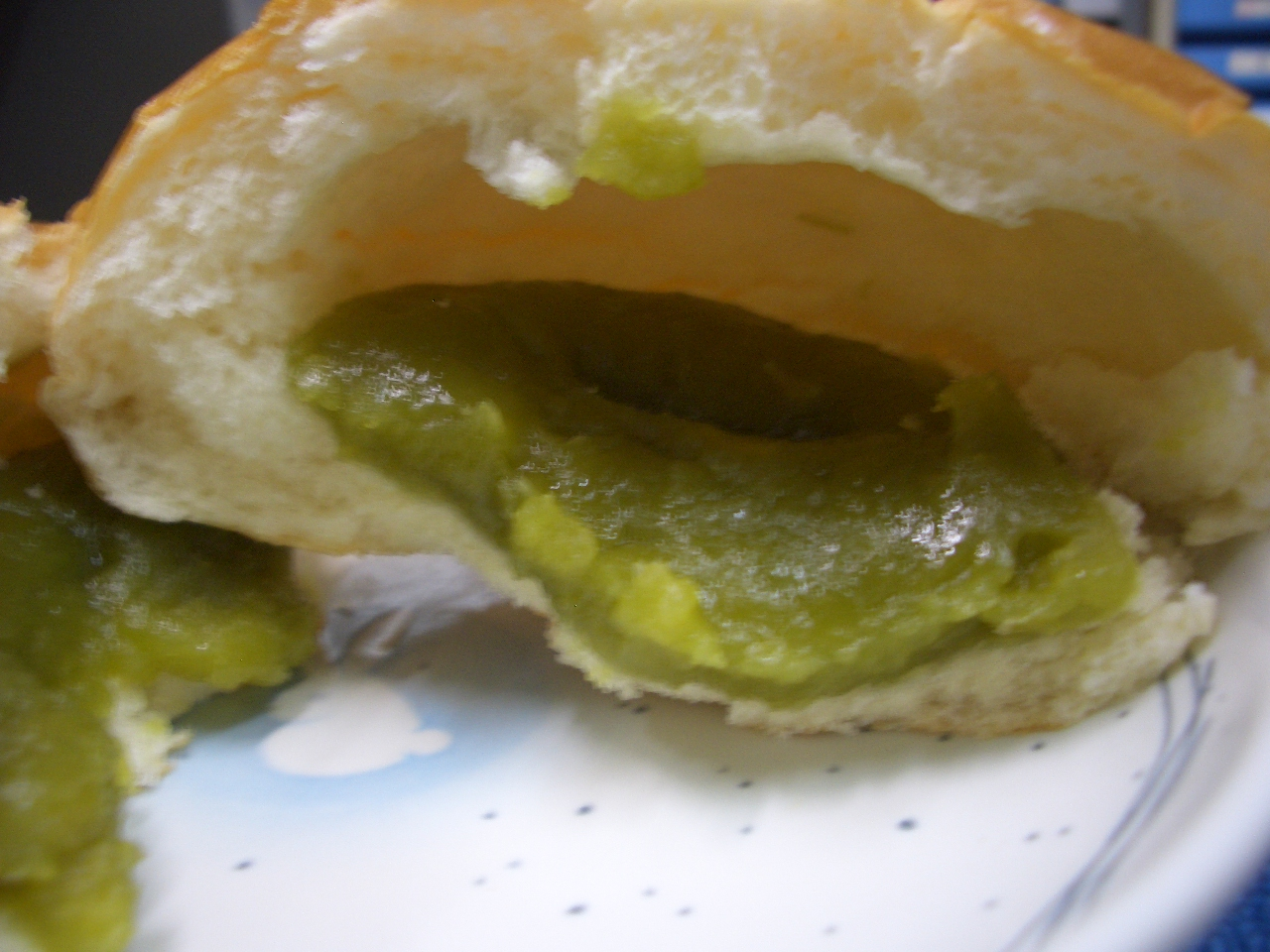
Ampang ricoperto da pasta di fagioli Nightingale

- Tart: dolce arrotolato ripieno di pasta di fagioliL'Ogura Toast è un piatto nipponico ripieno di pasta di fagioli rossi

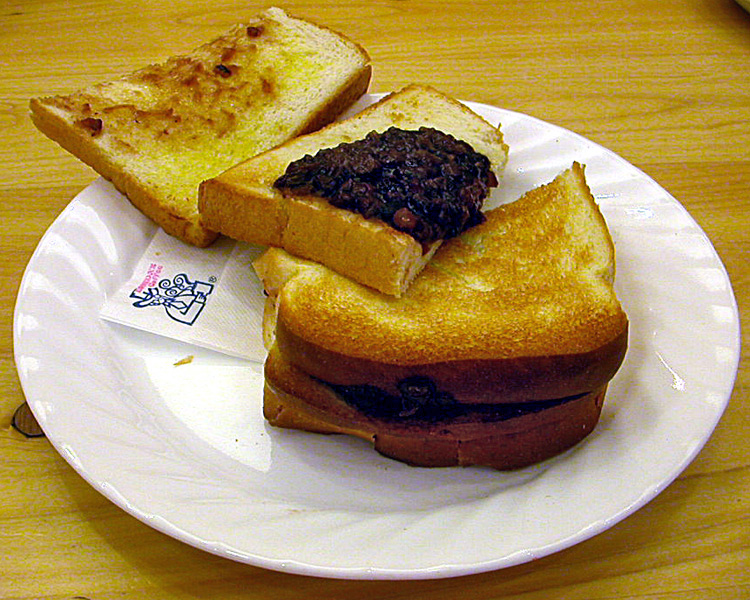
L'Ogura Toast è un piatto nipponico ripieno di pasta di fagioli rossi

- Zenzai
- Ices Manju
- Noritama
- Pane Ogura
- Ogura Toast